# Twenty Wild Horses
Twenty Wild Horses è una canzone incisa e pubblicata come singolo dalla rock band inglese Status Quo nel 1999.

## La canzone
È il brano di apertura dell'album Under the Influence dal quale viene estratto come terzo ed ultimo singolo ed è anch'esso distinto da evidenti contenuti boogie rock.
Ne esiste anche una versione suonata dal vivo con un'orchestra sinfonica di 72 elementi, inclusa nel CD “Night of the Proms Vol. 6”.
Il brano si inserisce in un periodo di non floride vendite di singoli ad opera del longevo gruppo inglese e va al n. 53 delle charts britanniche. Ottiene tuttavia abbastanza successo dal vivo, ed è una delle canzoni preferite dal cantante e autore Francis Rossi.

## Tracce
1. Twenty Wild Horses (Edit) - 3:53 - (Rossi/Frost)
2. Analyse Time - 3:37 - (Rossi/Bown)
3. Obstruction Day - 3:48 - (Parfitt/Edwards)

## Formazione
- Francis Rossi (chitarra solista, voce)
- Rick Parfitt (chitarra ritmica, voce)
- Andy Bown (tastiere, chitarra, armonica a bocca, cori)
- John 'Rhino' Edwards (basso, voce)
- Jeff Rich (percussioni)